# 格蘭特大道車站 (IND福爾頓街線)
格蘭特大道車站（英語：Grant Avenue station）是紐約地鐵IND福爾頓街線的一個地鐵站，位於布魯克林城市線位於皮特金大道以北的格蘭特大道，設有A線（任何時候停站）列車服務。此站也是該線在布魯克林最南端的車站（按照鐵路方向）。

## 車站結構
| G           | 街道層             | 出入口 |
| G           | 車站屋             | 閘機、車站詢問處                                                                                          |
| B1 月台層   | 北街               | 往英伍德-207街（尤克利德大道） · 深夜接駁線往尤克利德大道（總站）                                         |
| B1 月台層   | 島式月台，左側開門 | |
| B1 月台層   | 南行               | 往勒弗茲林蔭路/遠洛克威（深夜除外）/洛克威公園（黃昏尖峰時段）（80街） · 深夜接駁線往勒弗茲林蔭路（80街） |
| B2 下層軌道 | 車廠軌道           | 無乘客列車                                                                                                |
| B2 下層軌道 | 車廠軌道           | 無乘客列車                                                                                                |

此站設有一個島式月台和兩條軌道。

## 外部連結
- nycsubway.org—IND Fulton: Grant Avenue
- Station Reporter — A Lefferts
- Station Reporter — A Rockaway
- The Subway Nut — Grant Avenue Pictures （页面存档备份，存于）
- Grant Avenue entrance from Google Maps Street View
- Platform from Google Maps Street View